# Ceresa malina
Ceresa malina är en insektsart som beskrevs av Ernst Friedrich Germar. Ceresa malina ingår i släktet Ceresa och familjen hornstritar. Inga underarter finns listade i Catalogue of Life.